# Слуцко-Колпинский укреплённый район
Слуцко-Колпинский укреплённый район — сооружение (укреплённый район) и формирование войск укреплённых районов (№ не имел) РККА ВС Союза ССР, в Великой Отечественной войне.
Слуцко-Колпинский ур (управление) в состав действующей армии входил с 1 сентября по 3 октября 1941 года. Выделен из Красногвардейского укреплённого района. Расформирован.

## История

### Сооружение
Слуцко-Колпинский укреплённый район как соединение было выделено из состава Красногвардейского укреплённого района 1 сентября 1941 года и как совокупность фортификационных сооружений строился в составе Красногвардейского укреплённого района (Слуцко-Колпинский укреплённый сектор). С начала июля и до 30 августа 1941 года в создании сооружений района ежедневно участвовало до 6000 человек.. В полосе района были вырыты два противотанковых рва глубиной 3 метра и шириной 8 метров. Первый ров проходил от Ижоры в районе Третьей Ижорской колонии до берега Невы между населёнными пунктами Корчмино и Сапёрный. Второй ров (впоследствии занятый и укреплённый противником и ставший непреодолимым рубежом для войск 55-й армии почти на целый год) начинался южнее посёлка Ям-Ижора, пересекал Октябрьскую железную дорогу и за зданием завода «Ленспиртстрой» выходил к Неве. Район насчитывал 290 огневых точек, из них 9 тяжёлых дотов, 214 дзотов, 67 врытых в землю танковых башен. На переднем крае укреплённого района было установлено более 3000 щитков из корабельной брони, построено 40 командно-наблюдательных пунктов, вырыто 120 километров траншей. Протяжённость полосы района составляла около 40 километров, от Ям-Ижоры до Невы
29 августа передовые немецкие части (122-я пехотная дивизия) вышли к полосе укреплённого района, без боя заняли часть оборонительных сооружений, в частности в Ям-Ижоре, и, не зная о том, что укрепления района практически не заняты войсками, не стали форсировать реку Ижору, начав продвижение вдоль берега. Укрепления района стали спешно заполняться ополченческими формированиями; сюда также была переброшена уже участвовавшая в боях, но полнокровная 168-я стрелковая дивизия.
На 8 сентября протяжённость района по фронту составляла 38 километров, он делился на четыре дивизионных сектора, сектора разбивались на узлы обороны (батальонные районы), а те, в свою очередь, — на ротные опорные пункты. В течение сентября части укреплённого района вели тяжёлые бои, к двадцатым числам сентября положение во всей полосе района стабилизировалось.

Трудящиеся Ижорского завода организовали свои отряды, поставили свои броневики, которые производили до войны в массовом количестве, окружили Колпино густой сетью дерево-земляных и бетонных сооружений, поставили свои пушки и в шляпах, в кепках, в демисезонных пальто, в простых ботинках, в брюках навыпуск, но с винтовкой наперевес <…> отбили атаки немецких войск, не допустили их к Ленинграду— http://centralsector.narod.ru/opabs/izh_b_2.htm
3 октября 1941 года укреплённый район был расформирован. Личный состав был передан на укомплектование соединений и частей 55-й армии.

## Состав ур
Установленные батальоны, всего в сентябре 41-го в разное время насчитывалось 12, после расформирования укрепрайона некоторые переданы в другие формирования.
- управление
- 24-й отдельный пулемётно-артиллерийский батальон Красногвардейского и Слуцко-Колпинского укреплённых районов (24 опаб, в ДА, 15.08. — 14.09.1941[4])
- 72-й отдельный пулемётно-артиллерийский батальон (переформирован из отдельного батальона ижорских рабочих 07.07.1942 г., в ДА, 07.07.1942 — 09.05.1945[4])
- 73-й отдельный пулемётно-артиллерийский батальон (до 10.08.1942 г. номера (73) не имел[4])
- 74-й отдельный пулемётно-артиллерийский батальон (переименован из 4 опаб ЛенФ 15.08.1942 г.)
- 75-й отдельный пулемётно-артиллерийский батальон ?
- 76-й отдельный пулемётно-артиллерийский батальон ?
- 261-й отдельный пулемётно-артиллерийский батальон (в ДА, 03.07.1941 — 09.05.1945[4])
- 283-й отдельный пулемётно-артиллерийский батальон (в ДА, 23.08.1941 — 09.05.1945[4])
- 289-й отдельный пулемётно-артиллерийский батальон (в ДА, 01.09.1941 — 09.05.1945[4])
- Отдельный рабочий батальон Ижорского завода (отдельного батальона ижорских рабочих, переформирован в 72 опаб 07.07.1942[4])
- 522-я отдельная рота связи, в составе ДА с 1 сентября по 3 октября 1941 года.

## В составе
| Дата            | Фронт (округ)       | Армия      | Корпус (группа) | Примечания |
| --------------- | ------------------- | ---------- | --------------- | ---------- |
| 01.09.1941 года | Ленинградский фронт | 55-я армия | -               | -          |
| 01.10.1941 года | Ленинградский фронт | 55-я армия | -               | -          |

## Коменданты района
- генерал-лейтенант Т. И. Шевалдин.[3]